# Schoenus nigricans
Schoenus nigricans és una espècie de planta herbàcia pertanyent a la família Cyperaceae. És nativa d'Euràsia, parts d'Àfrica, Austràlia, i sud d'Amèrica del Nord, inclòs Mèxic i sud dels Estats Units. És una planta amb rizoma densament espinós, amb fascicles des dels nombroses tiges i fulles. Tiges de 15-80 cm, arrodonides, llises. Fulles nombroses, rarament sobrepassen les tiges, amb beines negroses o marró-vermelloses i limbe canaliculat, rígid. Inflorescència de 10-17 x 5-15 mm, formada per 7-17 (-20) espiguetes assentades, amb 2 bràctees, la inferior de 0,5-30 mm, generalment molt més llarga que la inflorescència. Espiguetes lanceolades, marró-negroses. Glumes de 5-9 mm, marró-negroses; les inferiors llises; les superiors escabrides. Aquenis és 1,5-2 mm, obovats, trígons, blancs, brillants. Té un nombre cromosòmic de 2n = 44,54. Floreix de març a juny.